# Педру Мендіш (футболіст, жовтень 1990)
Педру Мендіш (порт. Pedro Mendes, нар. 1 жовтня 1990, Невшатель) — португальський футболіст, захисник клубу «Монпельє» та національної збірної Португалії.

## Клубна кар'єра
Народився 1 жовтня 1990 року в місті Невшатель, Швейцарія, але у віці 9 років родина переїхала до Португалії, де і розпочав займатись футболом у клубі «Реал Келуш», а у віці 15 років потрапив до академії одного з португальських грандів клубу «Спортінг». У 2009 році для отримання ігрової практики він на правах оренди повернувся в «Реал Келуш», а влітку 2010 року також на правах оренди перейшов у швейцарський «Серветт», якому допоміг вийти до вищого дивізіону країни.

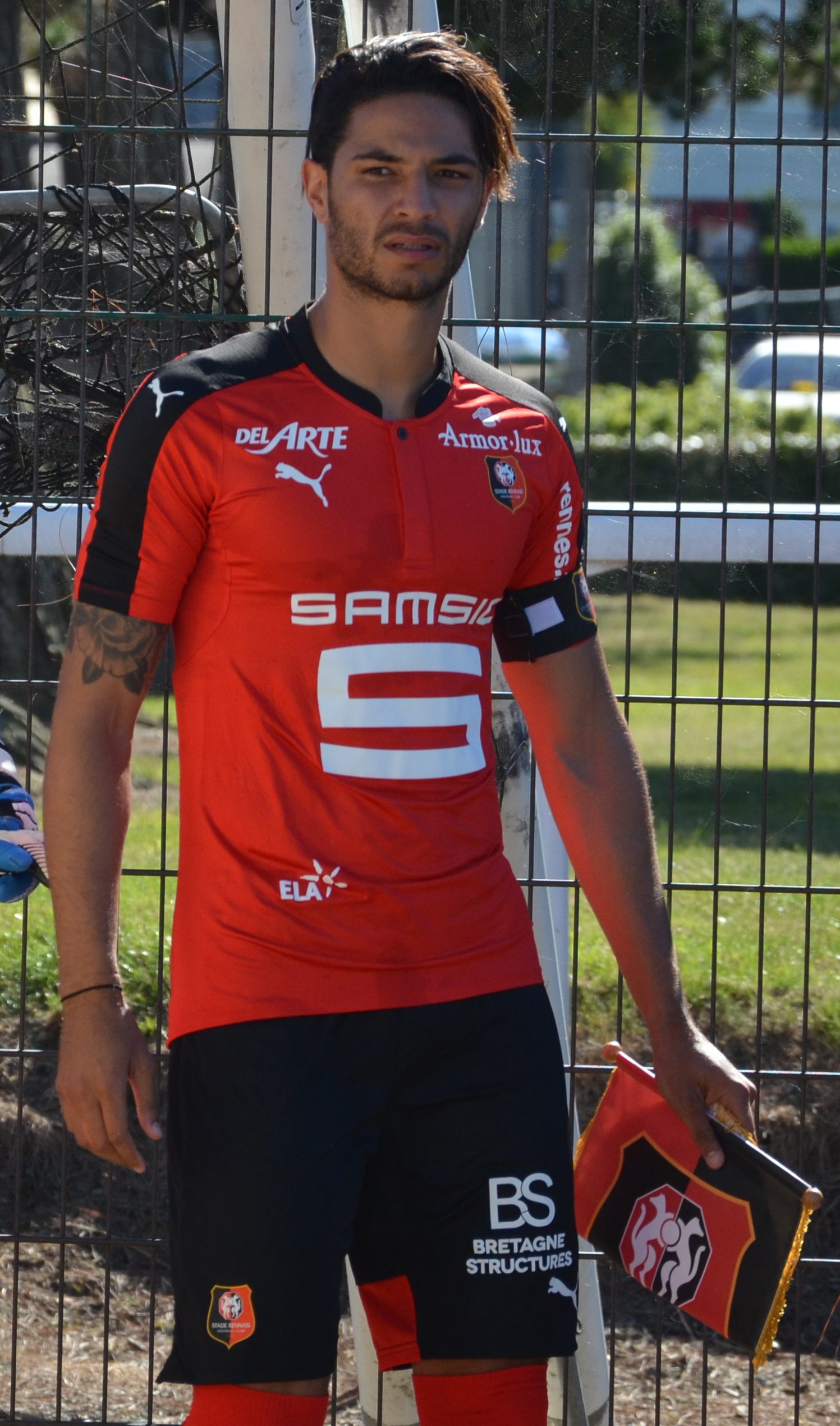
Педру Мендіш під час виступів за «Ренн». 2016 рік.

Влітку 2011 року Мендіш на правах оренди перейшов у «Реал Мадрид», але став виступати за дублюючу команду у Сегунді Б. Лише 7 грудня 2011 року у поєдинку Ліги чемпіонів проти амстердамського «Аякса» Мендіш дебютував за основний склад «вершкових». Цей матч так і залишився єдиним за першу команду мадридців, а ряд гравців «Кастільї» були невдоволені цим дебютом, вважаючи що причиною цього було те, що першу команду очолював інший португалець Жозе Моурінью.
Влітку 2012 року Педру повернувся в «Спортінг» і почав виступати за дублюючий склад у Сегунда-лізі, де став капітаном. 27 січня 2013 року він дебютував у старшій команді у матчі Прімейри проти «Віторії» (Гімарайнш), замінивши по перерві Халіда Буларуза. Всього до кінця сезону зіграв лише три гри в основній команді.
Влітку того ж року Педру на правах вільного агента підписав п'ятирічний контракт з італійською «Пармою». 1 вересня в матчі проти «Удінезе» він дебютував у італійській Серії A. Втім до кінця року зіграв лише 6 ігор в чемпіонаті і на початку 2014 року Мендіш на правах співволодіння перейшов у «Сассуоло». 2 лютого в матчі проти «Еллас Верона» він дебютував за нову команду. Після закінчення оренди Педру, зігравши 9 ігор у Серії А, у червні Мендіш повернувся в «Парму» в обмін на Рамана Чибсаха та Ніколу Сансоне.
У новому сезоні став стабільно грати за «Парму», втім клуб мав серйозні фінансові проблеми і по завершенні сезону клуб втратив професійний статус та був відправлений у Серію D, а Мендіш на правах вільного агента 6 липня 2015 року підписав чотирирічний контракт з французьким «Ренном». У цій команді Мендіш провів два сезони, будучи середняком Ліги 1, і більшість часу, проведеного у складі «Ренна», був основним гравцем захисту команди.
Влітку 2017 року Педру підписав контракт з «Монпельє». Станом на 12 лютого 2020 року відіграв за команду з Монпельє 121 матч у національному чемпіонаті.

## Виступи за збірні
2006 року дебютував у складі юнацької збірної Португалії (U-17), взяв участь у 37 іграх на юнацькому рівні.
Протягом 2011—2012 років залучався до складу молодіжної збірної Португалії. На молодіжному рівні зіграв у 13 офіційних матчах, забив 1 гол.
14 жовтня 2018 року дебютував в офіційних матчах у складі національної збірної Португалії в товариській грі проти Шотландії (3:1), замінивши на 57-ій хвилині Рубена Діаша. Станом на 12 лютого 2020 цей матч залишається для нього єдиним у збірній.
| Дата       | Місто  | Господарі | Результат | Гості      | Турнір           | Голи | Примітки |
| ---------- | ------ | --------- | --------- | ---------- | ---------------- | ---- | -------- |
| 14-10-2018 | Лондон | Шотландія | 1 – 3     | Португалія | товариський матч | -    | 57'      |
| Усього     |        | Матчів    | 1         |            | Голів            | 0    |          |

## Титули і досягнення
- Володар Суперкубка Грузії (1):

Діла: 2025